# Zasada indywidualnej wyceny
Zasada indywidualnej wyceny (zakaz kompensaty) – jedna z zasad rachunkowości określona przez ustawę o rachunkowości z dnia 29 września 1994 r. w art. 7 ust. 3:

Wartość poszczególnych składników aktywów i pasywów, przychodów i związanych z nimi kosztów, jak też zysków i strat nadzwyczajnych ustala się oddzielnie. Nie można kompensować ze sobą wartości różnych co do rodzaju aktywów i pasywów, przychodów i kosztów związanych z nimi oraz zysków i strat nadzwyczajnych.